# Îles de la Frise-Orientale

Carte des îles de la Frise-Orientale

Les îles de la Frise-Orientale (all. : Ostfriesische Inseln) sont un archipel côtier allemand de la mer du Nord qui fait partie du chapelet des îles de la Frise. L'archipel est situé devant la côte de la Basse-Saxe entre les embouchures de l'Ems et de la Weser, l'espace marin entre le continent et les îles constitue la mer des Wadden.
Les îles habitées sont au nombre de sept, d'ouest en est : Borkum, Juist, Norderney, Baltrum, Langeoog, Spiekeroog et Wangerooge. Les îlots mineurs et non-peuplés sont Lütje Hörn à l'est de Borkum, Memmert au sud de Juist et Minsener Oog à l'est de Wangerooge. Lütje Hörn est menacé par les flots et, en 2003, la Défense côtière allemande (NLWK) a annoncé que les îlots de Kachelotplate à l'ouest de Juist, tout comme Mellum à l'est de Minserer Oog, étaient désormais recouverts par forte marée et ne pouvaient plus être considérés comme des îlots mais comme de simples bancs de sable.
La circulation de voitures est interdite sur toutes les îles sauf sur Borkum et Norderney.
Les îles et leurs environs font partie du parc national de la mer des Wadden et du Schleswig-Holstein.